# Тагоноура-Мару
Тагоноура-Мару (Tagonoura Maru) — судно, яке під час Другої світової війни взяло участь у операціях японських збройних сил у Мікронезії та Меланезії.

## Початок історії судна
Тагоноура-Мару спорудили в 1941 році на верфі Mitsubishi Jukogyo у Йокогамі для судноплвної компанії того ж конгломерату Mitsubishi Shoji.
8 листопада 1941-го судно реквізували для потреб Імперського флоту Японії. Того ж місяця воно здійснило рейс із вантажем цементу до атола Вотьє (Маршаллові острова), а на початку грудня було призначене для використання як вугільник/танкер-заправник (якогось переобладнання не відбулось і рідке паливо судно транспортувало в бочках).

## Воєнна служба
12—19 грудня 1941-го Тагоноура-Мару пройшло з Йокосуки на Палау (важлива база на заході Каролінських островів), куди доставило вантаж вугілля та 40 мін, а 21—26 грудня перейшло на атол Трук у центральній частині Каролінського архіпелагу (ще до війни тут облаштували головну базу японського ВМФ у Океанії). Відвідавши ще одну базу на Каролінських островах, 16 січня 1942-го «Тагоноура-Мару» повернулось до Йокосуки.
З 26 січня по 24 березня 1942-го судно з метою перевезення амуніції та персоналу здійснило рейс до Мікронезії, під час якого відвідало атоли Еніветок, Кваджелейн, Вотьє, Джалуїт, Малоелап (всі — Маршаллові острови), а 14—18 березня на зворотному шляху зупинялось на острові Рота (Маріанський архіпелаг).
У квітні — травні 1942-го «Тагоноура-Мару» відвідало японські порти Йокосука, Явата, Цукумі, Йокогама і Моджі. 5 травня поблизу останнього воно зіткнулось з судном «Тарусіма-Мару» (Tarushima Maru) та дістало помірні пошкодження, після чого з 6 по 23 травня проходило ремонт на верфі у Нагасакі. 24 травня — 11 червня «Тагоноура-Мару» здійснило рейс до Формози, де відвідало порти Такао і Кірун (наразі Гаосюн та Цзілун відповідно) та назад у метрополію, після чого з 16 по 30 червня знову пройшло ремонт на верфі.
У липні 1942 — травні 1943 судно здійснило численні рейси у водах метрополії, де побувало в портах (у деяких не по одному разу) Хакодате, Отару, Асасе (Сахалін), Осака, Міїке, Гамагорі, Ханда, Моджі, Йокосука, Нісіура, Сікука (наразі Поронайськ на півдні Сахаліну), Куре, Сасебо, Йокогама, Вакамацу, Кобе, Осака, Нагоя, Йоккаїчі, Муцуре, Татеяма, а також тричі побувало у Чіннампо (наразі Нампхо на західному узбережжі Корейського півострова), тричі відвідало Формозу і один раз заходило до Шанхаю.
25 травня — 2 червня 1943-го «Тагоноура-Мару» в конвої K-525 пройшло з Саєкі (північно-східне узбережжя Кюсю) до Палау (важливий транспортний хаб на заході Каролінських островів), а 14—23 червня в конвої P-614 перейшло до Рабаулу (головна передова база в архіпелазі Бісмарка, з якої японці провадили операції на Соломонових островах та сході Нової Гвінеї). Майже два місяці судно провело в Рабаулі, а 25—27 липня перейшло на якірну стоянку Шортленд (прикрита групою невеликих островів Шортленд акваторія (схід Соломонових островів). Більше тижня «Тагоноура-Мару» провадило тут розвантаження матеріалів для будівництва аеродрому, чому перешкоджали щоденні авіанальоти. Судно дістало пошкодження корпусу від близьких розривів бомб і, так і не вивантаживши половину матеріалів, 6—8 серпня повернулось у Рабаул.
Далі «Тагоноура-Мару» мало повернутися до метрополії для ремонту і 12—17 серпня 1943-го пройшло з Рабаулу на Трук у конвої № 2022. Прийнявши на борт вантаж порожніх бочок (вони мали, зокрема, збільшити плавучість пошкодженого судна) та зенітних снарядів (підпали під вплив води на торпедованому військовому кораблі й тепер потребували відновлення), «Тагоноура-Мару» 27 серпня полишило Трук у конвої № 4827. 3 вересня вже на підході до Японії в районі островів Ідзу конвой перехопив американський підводний човен USS Pollack. Він торпедував та потопив «Тагоноура-Мару», загинули 1 член екіпажу та 6 пасажирів, тоді як ще 149 осіб врятував кайбокан «Окі».